# Szczyrzyc
Szczyrzyc est une localité polonaise de la gmina de Jodłownik, située dans le powiat de Limanowa en voïvodie de Petite-Pologne.